# Tempestade tropical Jose (2005)
A tempestade tropical Jose foi uma tempestade tropical de curta duração que atingiu o centro do México em agosto de 2005. Jose foi a décima tempestade nomeada da temporada de furacões no Atlântico de 2005 e a quarta de seis ciclones tropicais (três furacões e três tempestades tropicais) a atingir o México naquele ano.
A tempestade tropical Jose formou-se na baía de Campeche em 22 de agosto e atingiu o estado mexicano de Veracruz no dia seguinte. Ele reteve as características tropicais por menos de um dia antes de se dissipar, mas ainda trouxe fortes chuvas para a região. Jose matou 16 pessoas no México, e causou $ 45 milhões (2005 USD ) em danos.

## História meteorológica
A tempestade tropical Jose foi identificada pela primeira vez como uma onda tropical que se afastou da costa ocidental da África em 8 de agosto de 2005. Em 13 de agosto, o sistema gerou a Depressão Tropical Dez sobre o Atlântico Central; a onda continuou em direção ao oeste, entrando no Caribe em 17 de agosto. Um pequeno desenvolvimento ocorreu à medida que o sistema se movia sobre a Península de Iucatã; no entanto, na época em que entrou na Baía de Campeche em 21 de agosto, pouca convecção estava associada ao sistema. Na manhã seguinte, a convecção explodiu sob divergência altamente favorável de um fluxo anticiclônico de nível superior. De acordo com as leituras do satélite QuikSCAT, um centro de baixa pressão bem definido desenvolvido pelas 12:00 UTC, levando o Cento Nacional de Furacões a classificar o sistema como Depressão Tropical Onze. Neste momento, a depressão estava situada a aproximadamente 175 km a leste de Veracruz, México.
Situada sobre águas muito quentes e dentro de uma área de baixo cisalhamento do vento, a depressão foi capaz de se organizar rapidamente; no entanto, devido à sua proximidade com a terra, o NHC observou, "o sistema não tem muito tempo... para aproveitar essas condições favoráveis." Localizada ao sul de uma crista de nível médio, a depressão seguia logo ao norte do oeste e manteve esse movimento pelo resto da sua existência. A depressão intensificou-se rapidamente à medida que se mudou para o oeste, tornando-se a tempestade tropical Jose apenas seis horas depois. A orientação do modelo global inicialmente falhou em resolver bem o rastro da tempestade, com alguns modelos indicando que ela iria parar no mar. Jose continuou a se fortalecer enquanto se movia em direção à costa e atingiu o norte da cidade de Veracruz no início de 23 de agosto com ventos atingindo um pico de 95 km/h. À medida que José entrava em terra firme, um olho estava começando a se formar, embora a tempestade ainda estivesse bem abaixo da intensidade do furacão. A tempestade tropical Jose enfraqueceu rapidamente após o landfall e se dissipou naquela tarde nas montanhas do centro do México apenas 24 horas após a formação.

## Preparações e impacto
| Municipalidade       | Intensidade de chuva |
| -------------------- | -------------------- |
| Misantla             | 25.50 cm             |
| El Raudel            | 22.17 cm             |
| Cuetzalan            | 15.60 cm             |
| Libertad             | 15.24 cm             |
| Martínez de la Torre | 14.58 cm             |
| Altotonga            | 14.35 cm             |
| Rancho Nuevo         | 12.40 cm             |
| El Naranjillo        | 12.29 cm             |

Como a tempestade tropical Jose formou-se tão perto da costa, houve um tempo de espera de menos de 9 horas no aviso de tempestade tropical para o litoral de Veracruz. A área coberta pelo aviso emitido em 22 de agosto foi estendida para o sul com a intensificação de Jose, antes de ser cancelada logo após o landfall em 23 de agosto. Os avisos emitidos pelo Centro Nacional de Furacões enfatizaram que as chuvas de José eram a principal ameaça.
Em todo o México, José matou 16 pessoas – cinco estavam em Xalapa, capital de Veracruz, seis estavam em outro lugar em Veracruz devido a um deslizamento de terra, e cinco estavam em Oaxaca devido a deslizamentos de terra. A tempestade tropical José foi responsável por danificar plantações, estradas e casas; distritos inundados em várias cidades do estado de Veracruz, e a evacuação de 80.000 pessoas para abrigos. O governo daquele estado estimou os danos causados pela tempestade em aproximadamente US $ 45 milhões (2005 USD). Aproximadamente 120   municípios foram afetados pelas chuvas torrenciais, mas a maioria dos danos se concentrou em oito deles: Martínez de la Torre, Misantla, Nautla, San Rafael, Vega de la Torre, Actopan, Cardel e Úrsulo Galván. Danos à infraestrutura rodoviária foram estimados em $ 33 milhões (2005   USD).
Também foi relatado que a tempestade danificou pelo menos 16.000 casas e cerca de 250 quilômetros quadrados (25 mil hectares) de terra usada para gado. Além disso, mais de 420 quilômetros quadrados (42 mil hectares) de várias safras, incluindo cana-de-açúcar, milho e banana, foram inundados. Muitos barcos também foram perdidos por causa de Jose. 90 brigadas médicas ativas foram enviadas para a região para reduzir o risco de infecções entre a população afetada.

## Recordes
Jose foi também a décima primeira tempestade nomeada no Atlântico até a tempestade tropical Josephine superar o registo por nove dias em 13 de agosto de 2020, como foi nomeado em 22 de agosto de 2005.